# Starless (King Crimson)
Starless è un brano del 1974 del gruppo rock progressivo King Crimson. Fa parte dell'album Red del quale è la composizione più lunga con 12 minuti di durata.
Inizialmente destinato a essere in Starless and Bible Black, Fripp e Bruford ne decisero la rilocazione nell'album ad esso successivo.
Si apre con un tessuto di archi al mellotron, una malinconica linea di chitarra che si alterna al sassofono e al violino, apre la strofa.
Dopo l'inserto vocale si entra nella parte centrale in 13/8, scandita da un ostinato alla chitarra, che lentamente si evolve. Al minuto 9 la canzone diventa un dialogo fusion, in un 13/8 molto più veloce del precedente, di sax e chitarra, dove Robert Fripp opta per uno stile molto psichedelico. La sezione conclude aprendo al finale in 4/4, che riprende il tema iniziale e conclude il pezzo.
Dopo l'introduzione, la canzone perde "potenza" più volte, ognuna seguita dall'aggiunta di ancora più suono. La canzone vuole disperatamente continuare, ma non importa quanto aumentino le cose, prima o poi finirà. Un'allegoria perfetta per quella che sarebbe stata l'ultima canzone dei King Crimson (fino al loro ritorno in Discipline).
Secondo l'autore del testo, Richard Palmer-James, esso ha a che fare con la rottura tra due amici intimi e di come il futuro senza l'un l'altro sembri "spoglio" e "privo di stelle".

## Formazione
- Robert Fripp: chitarra, mellotron
- John Wetton: basso elettrico, voce
- Bill Bruford: batteria, percussioni
- Mel Collins: sassofono soprano
- Ian McDonald: sassofono contralto